# Sd Kfz 251
Sd.Kfz.251は、ドイツのハノマーク社が3tハーフトラック（Sd.kfz.11）をベースに、戦車部隊に歩兵を追随させるために1937年から開発を開始した中型装甲兵員輸送車の制式番号を指す。この制式番号がドイツの装甲兵員輸送車の代名詞となった。ドイツ語で"Mittlerer Schützenpanzerwagen"と表記される。

## 概要
Sd.Kfz.250同様、1939年6月から生産が開始された旧型（A/B/C型）と、生産工数を減らすため形状が簡素化された1943年9月から生産開始の新型（D型）に分けられる。旧型はプレス加工で装甲を曲げ、角を切り落としたような複雑で凝った構造になっており生産コストが高かった。それに対して新型は平板を溶接しただけの構造に改められ、車体側面の工具箱が装甲と一体化、運転席のバイザーなども省略化、兵員用ベンチシートもクッションの無い板張りとなり、最後期には一枚型のエンジン点検ハッチが後方に開くようになった。大戦による需要の急増に応え大量生産を行うための改良であったが、それでも生産が追いつかず、部隊の全車輌を本車で充足できたのは一部のエリート部隊に過ぎなかった。
総計15,252両ほど生産されたと言われ、装輪車両と比べ良好な不整地走破性故に、戦車に追随する歩兵の輸送手段として、装甲師団において重要な役割を果たした。
しかし、より簡易で安価なアメリカ軍のM3ハーフトラックに比べ、装甲防御力では勝るものの、前輪に動力が無く、エンジン出力も下回るため、より長い履帯や凝ったサスペンションを持ちながら不整地・泥濘地での機動性で劣っており、複雑・高価なわりには比較して高性能とは言い難い面もあった。

## バリエーション

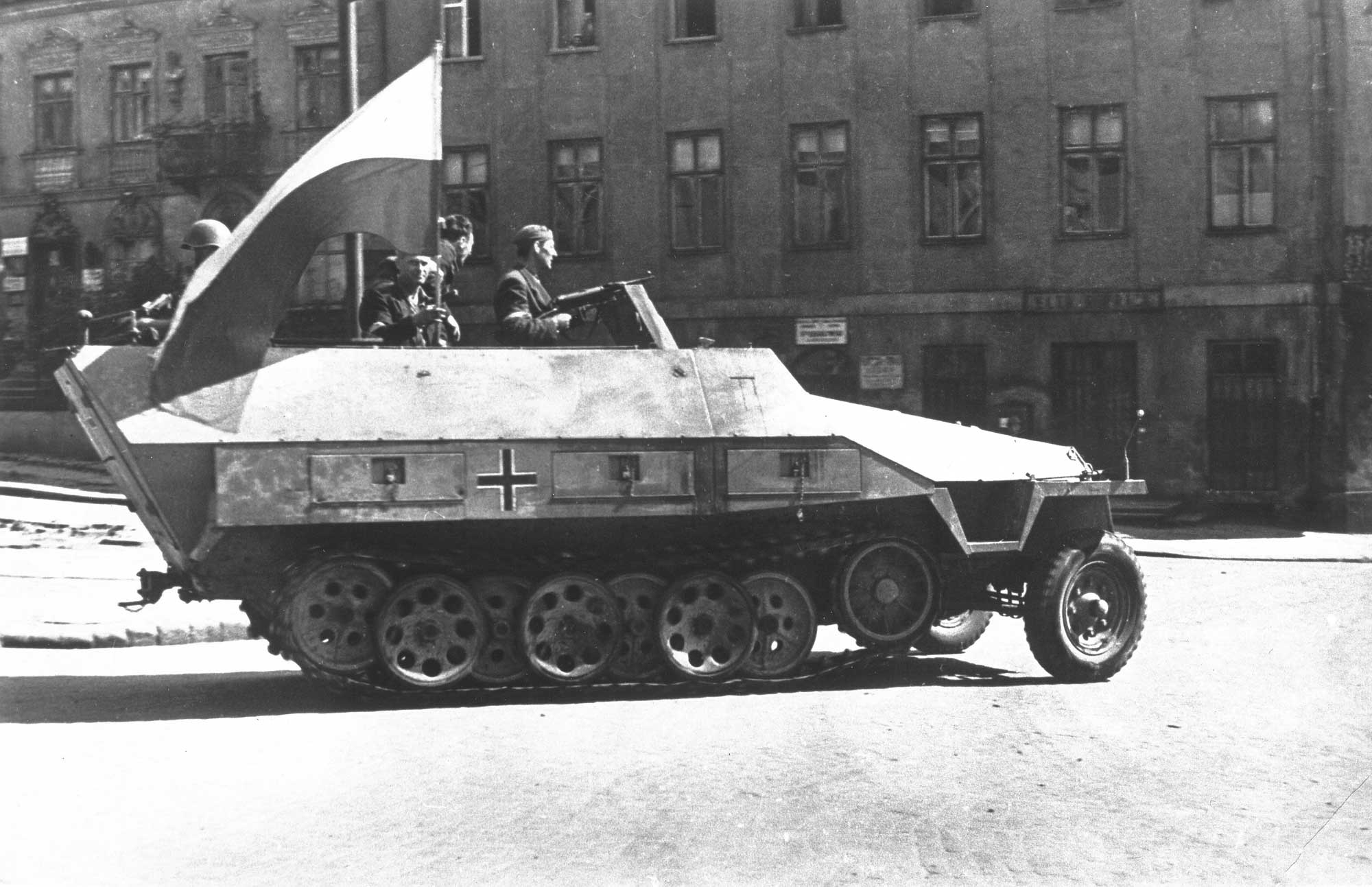
ワルシャワ蜂起でポーランド国内軍に鹵獲されたSd.Kfz.251/1型 Ausf.D

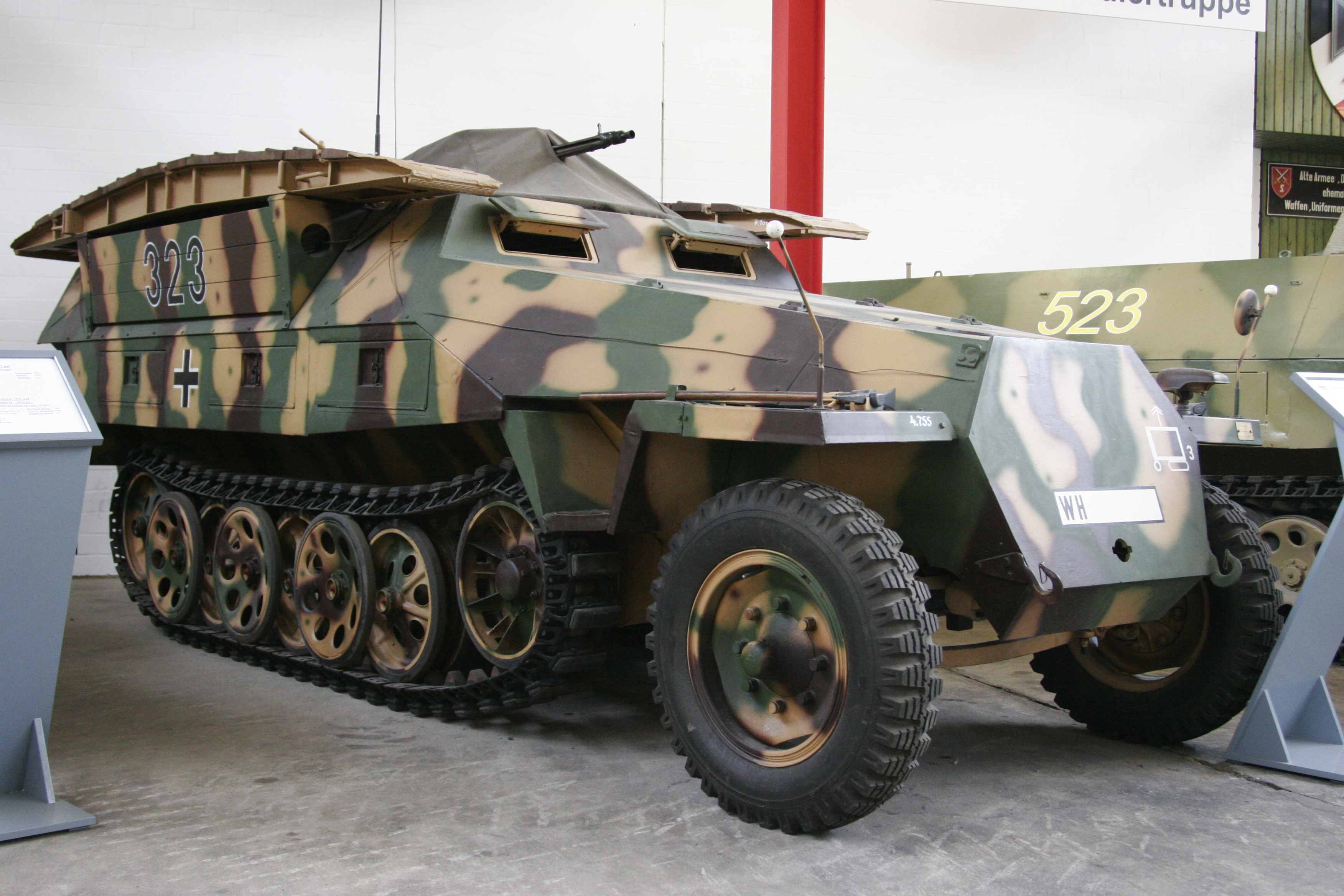
Sd.Kfz.251/7型 戦闘工兵車 "Pionierpanzerwagen"

Sd.Kfz.251/1

基本形となる装甲兵員輸送車型であり、兵員10名を輸送可能。基本的には2丁の7.92mm機関銃（MG34またはMG42）を装備し、兵員室前方の防盾付き機銃架および兵員室後方の機銃架に搭載可能であった。この他、車内から操作可能な重機関銃架（sMG）搭載型・ロケットランチャー（ヴルフラーメン40）搭載型・赤外線暗視装置装備型（ファルケ）も存在した。

Sd.Kfz.251/2
8 cm sGrW 34迫撃砲搭載の重装備小隊用支援車型。迫撃砲は車内に搭載したまま使用できたが、専用の台座が用意されているわけではなかった。A-D型まで全てのタイプで製造された。

Sd.Kfz.251/3
無線機搭載の指揮車型。搭載する無線機の相違によるバリエーションがあり、フレームアンテナや星型アンテナを装備していた。A-D型まで全てのタイプで製造されたが、星型アンテナの方が通信距離が長く、D型ベースの車両では全て星型アンテナが使用されている。

Sd.Kfz.251/4
7.5 cm leIG 18歩兵砲牽引用車型。1943年に廃止されたため、D型ベースでは製造されていないと見られる。

Sd.Kfz.251/5
工兵部隊用の戦闘工兵車型。工兵用機材を搭載している以外は基本型とほぼ同じである。1943年に廃止され、その多くは後述のSd.Kfz.251/7に改修された。

Sd.Kfz.251/6
上級士官用の無線機搭載指揮車型。エニグマ暗号機も搭載。A-C型をベースに製造され、多くはA型であった。

Sd.Kfz.251/7

工兵部隊用の戦闘工兵車型。Sd.Kfz.251/5の発展型であり、突撃橋を装備。A-D型まで全てのタイプで製造された。

Sd.Kfz.251/8
装甲野戦救急車型。兵員室内に担架を搭載可能。7.92mm機関銃は装備されておらず、A-D型まで全てのタイプで製造された。車体には赤十字マークが描かれている。

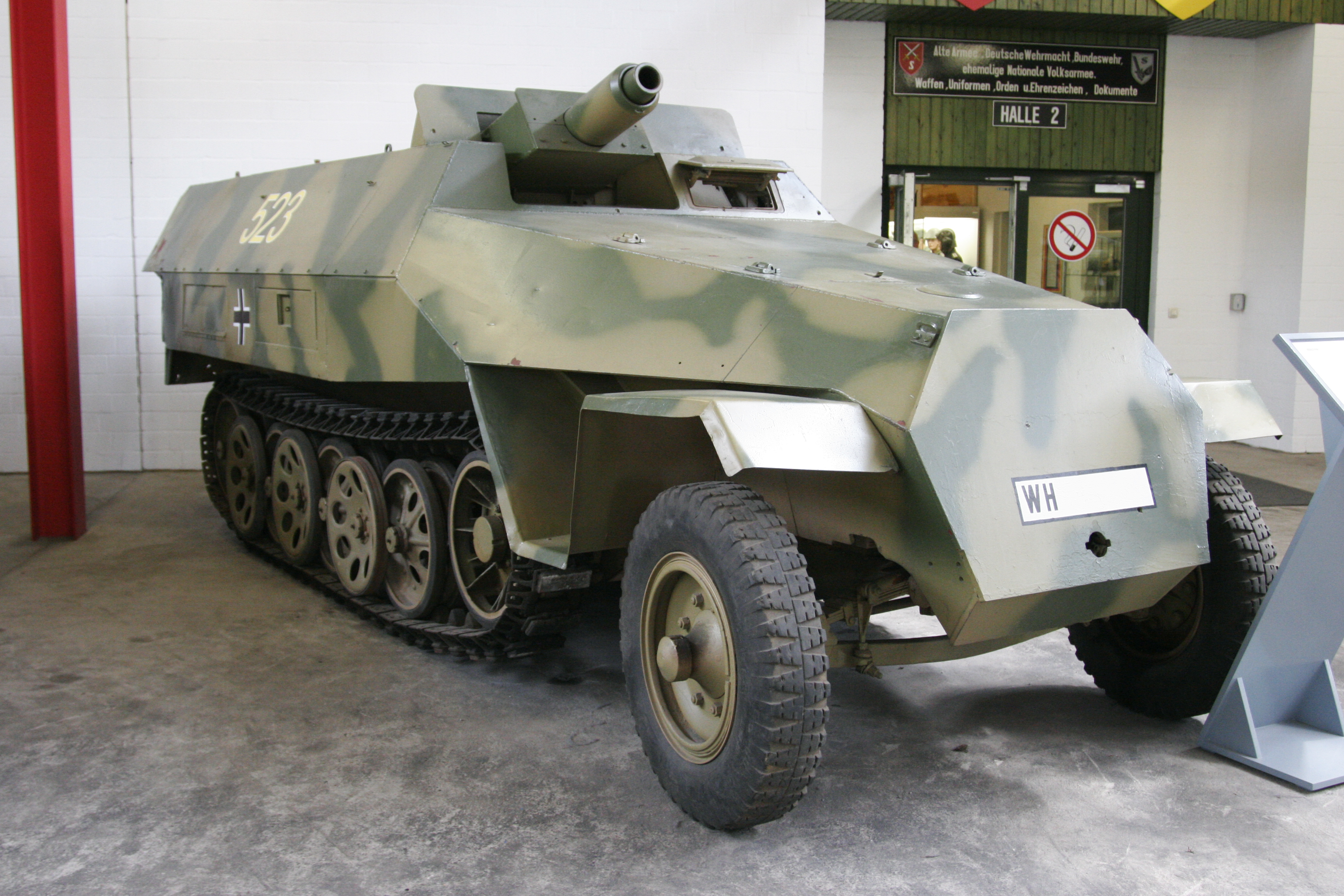
Sd.Kfz.251/9型 7,5cm戦車砲搭載支援車両 "Stummel"初期型

Sd.Kfz.251/9

7.5 cm KwK 37戦車砲搭載火力支援車型。搭載方法により前期型と後期型がある。前期型は兵員室の床に設置された台座に砲を搭載しており、兵員室前面の助手席側に砲を位置させるため、搭載位置は車体右舷側にオフセットしていた。後期型では車体自体に大きな改造を施さず、車体上に設置したフレームに7.5cm砲と防弾板を取り付ける、Sd.Kfz.234/3と同じ構造となった。これにより左右の射界が広がり構造は簡略化されたが、砲の搭載位置は高くなっている。前期型はC型およびD型、後期型は全てD型をベースに製造された。

Sd.Kfz.251/10
3.7 cm PaK 36対戦車砲搭載型で小隊長車用。対戦車砲の防盾がそのままの初期型と、小型化した標準型がある。A-D型まで全ての形式で生産されたが、多くはB型およびC型であった。

Sd.Kfz.251/11
電話線敷設車型。電話線を敷設するためのリールを搭載している。

Sd.Kfz.251/12
砲兵隊用観測車型。方位や距離の観測機材を搭載。1943年に廃止されたため、D型ベースでは製造されていないと見られる。

Sd.Kfz.251/13
砲兵隊用の聴音車型。1943年に廃止されたため、D型ベースでは製造されていないと見られる。

Sd.Kfz.251/14
砲兵隊用の音響測定車型。音波測定により測距を行う。1943年に廃止されたため、D型ベースでは製造されていないと見られる。

Sd.Kfz.251/15
砲兵隊用向けに敵火砲の発射光測定観測車として1943年9月頃より開発されたが中止となり、量産にはいたらなかった。

Sd.Kfz.251/16
火炎放射器搭載型。兵員室両側面にそれぞれ1基ずつ、2基の火炎放射器を搭載しており、兵員室前方の7.92mm機関銃も装備されている。1943年1月頃から実戦配備されており、ベース車体にはC型およびD型が用いられた。

Sd.Kfz.251/17
C型をベースに兵員室左右の装甲板の形状を変更し、また、左右に開けられるように改造して2 cm Flak 38機関砲を搭載した対空自走砲型と、D型をベースに2 cm KwK 38を搭載した小型砲塔をもつ歩兵戦闘車型が知られているが、前者は10輌しか製造が確認されておらず、ヘルマン・ゲーリング師団高射砲連隊の第6中隊と第10中隊に配備された、空軍部隊専用の改造車輌であるとする説もある。これに加え、前者の改造車体に対空機関砲を搭載せず、長距離無線機とフレームアンテナを搭載した指揮通信型も2輌製造された。
またこれらの他、2cm高射砲搭載 1t牽引車のように開放型後部デッキに2 cm FlaK 38を搭載した対空自走砲型も、アウト・ウニオン社により1944年3月から翌年2月までに604輌生産されているが、装甲化された車体前半部に対しシャーシと車体後部は非装甲であり、やはり分類上はSd.Kfz.251/17ではなく3t牽引車のバリエーション扱いとする説、大戦前半に使用されていた装輪無線装甲車の、Sd.Kfz.261のナンバーが与えられたとする説もある。

Sd.Kfz.251/18
砲兵部隊用観測・指揮車型。兵員室前方に地図を広げるための大型の台が設置されているのが特徴。

Sd.Kfz.251/19
移動式電話交換車型。

Sd.Kfz.251/20
赤外線照射灯搭載型。通称ウーフー。開発されたのが1944年8月以降であり、生産車は全てD型の車両である。

Sd.Kfz.251/21
空軍で余剰となった航空機用機関砲を転用した、3連装対空機関砲（15mm MG 151または2cm MG 151/20）搭載型。生産車はほとんどがD型の車両であるが、初期にはC型ベースの車両も少数製造された。

Sd.Kfz.251/22
7.5 cm PaK 40対戦車砲搭載型。「可能な限り既存車輌を使った対戦車自走砲を生産すべし」という総統命令により開発された車輌の一つ。生産開始は1944年12月頃からで、生産車は全てD型ベースである。

Sd.Kfz.251/23
2 cm KwK 38搭載偵察車型。以前は同型砲を搭載した17型と混同されていたが、17型とは異なりSd.Kfz.234/1や38(t)偵察戦車と同型のヘンゲラフェッテ38型砲塔が搭載されている。ただし、本車のものとされる写真が合成であることから、計画のみで終わった可能性が高い。
また、戦後のチェコスロバキアでの生産型で、Sd.Kfz.251を改良して、空冷ディーゼルエンジンに変更し、兵員室に上面装甲や射撃ポートを加えた、OT-810などがある。

## 登場作品

### 映画
『T-34 レジェンド・オブ・ウォー』
映画冒頭、ソ連軍撤退時の遅滞戦闘において、ドイツ軍機甲中隊の構成車として登場する。中盤以降は収容所内で複数配備されているほか、主人公脱走後にはこれを追撃する部隊にも用いられている。
『スターリングラード』
OT-810を改造してSd.Kfz.251Cに似せたもの。
『フューリー』
武装親衛隊大隊の指揮車として登場し、歩兵とともに行進する。
『プライベート・ライアン』
ドイツ軍の偵察隊が使用するが、第101空挺師団のM1A1 バズーカによる攻撃を受けて、破壊される。OT-810を改造してSd.Kfz.251Dに似せたもの。

### ゲーム
『War Thunder』
ドイツ通常ツリーにSd.Kfz.251/21が、イベント車両としてSd.Kfz.251/10の初期型とSd.Kfz.251/22が登場。
『Red Orchestra: Ostfront 41-45』
ドイツ側の主力装甲兵員輸送車として登場。ハーフトラックの特殊な機動が再現されており、操縦士・機銃手を含めて8人乗れる。
『The Saboteur』
「Half-Track」の名称で登場し、ナチス兵士が使用する。プレイヤーも運転可能。防盾付きのM2重機関銃を搭載している。
『コール オブ デューティシリーズ』
『CoD』
ドイツ軍の装甲兵員輸送車として、MG42機関銃を搭載した車両が登場する。
『CoD:UO』
『CoD』同様、ドイツ軍の装甲兵員輸送車として、MG42機関銃を搭載した車両が登場する。
『CoD2』
『CoD』や『CoD:UO』同様、ドイツ軍の装甲兵員輸送車として、MG42機関銃を搭載した車両が登場する。
『CoD2:BRO』
『CoD3』
『CoD』『CoD:UO』『CoD2』同様、ドイツ軍の装甲兵員輸送車として、MG42機関銃を搭載した車両が登場する。
『CoD:WaW』
ドイツ国防軍が使用。一部ミッションで登場する。機関銃を搭載しているが、プレイヤーが運転することはできない。
『CoD:BO3』
ドイツ軍の装甲兵員輸送車としてゾンビモードにのみ登場する。
『CoD:WWⅡ』
キャンペーン・オンラインの一部ミッションにて固定で出現。キャンペーンでは上部MG42をプレイヤーが操作可能だが、オンラインではオブジェクト扱い。

『トータル・タンク・シミュレーター』
ドイツの輸送車両としてSD.KFZ.251cが、ロケット自走砲としてWURFRAHMEN 40が登場。
『バトルフィールド1942』
ドイツ国防軍の装甲兵員輸送車として登場。操縦士・機銃手を含む6名のプレイヤーが搭乗することが可能。
『バトルフィールドV』
ドイツ軍の輸送車両として登場する。分隊長が分隊内でためたスコアを消費してSd.Kfz.251/22を使用することができる。対ビークル能力と機動性にすぐれる。

『パンツァーフロント』
C型およびD型が登場。
『パンツァーフロント Ausf.B』
『メダル・オブ・オナーシリーズ』

## その他
かつて、タミヤは自社製のSd.Kfz.251 Ausf.Cのプラモデルに、Sd.Kfz.251の製造メーカーである「ハノマーク」の名を冠して販売していたことがある。また、同じくタミヤから発売されているSd.Kfz.251 Ausf.Dのプラモデルには「シュッツェンパンツァー」（Schützenpanzer）の名称が付けられているが、これはドイツ語で「歩兵戦闘車」に相当する語である。

## 文献
- Bruce Culver / Uwe Feist : Schützenpanzer, Ryton Publications, 1996